# Hans-Jürgen Gerhardt (Bobfahrer)
Hans-Jürgen Gerhardt (* 5. September 1954 in Altenburg) ist ein ehemaliger deutscher Bobfahrer, der für die DDR startete. Er war in den späten 1970er und frühen 1980er Jahren aktiv.
Gerhardt betrieb zunächst Leichtathletik und ging für den Verein Motor Nord Erfurt an den Start. Seine Bestleistung im 110-Meter-Hürdenlauf beträgt 14,05 Sekunden. 1976 meldete er sich bei der Bob-Abteilung des ASK Vorwärts Oberhof. Dort traf er auf die Bobpiloten Meinhard Nehmer und Bernhard Germeshausen, deren Bremser er wurde. Mit Nehmer fuhr er jeweils im Viererbob, mit Germeshausen im Zweierbob.
Zwischen 1977 und 1981 gewann Gerhardt bei Weltmeisterschaften drei Gold-, eine Silber- und eine Bronzemedaille, zwischen 1978 und 1983 bei Europameisterschaften drei Gold- und fünf Silbermedaillen. Bei den Olympischen Winterspielen 1980 in Lake Placid siegte er im Viererbob und erreichte im Zweierbob den zweiten Platz.
Gerhardt war mit der ehemaligen Eiskunstläuferin Kerstin Stolfig verheiratet.

## Erfolge
Olympische Spiele:
- Lake Placid 1980: 1. Viererbob, 2. Zweierbob

Weltmeisterschaften: 
- St. Moritz 1977: 1. Viererbob
- Lake Placid 1978: 3. Viererbob
- Königssee 1979: 2. Viererbob
- Cortina d’Ampezzo 1981: 1. Zweierbob, 1. Viererbob

Europameisterschaften:
- Igls 1978: 2. Zweierbob, 2. Viererbob
- Winterberg 1979: 1. Zweierbob, 1. Viererbob
- St. Moritz 1980: 2. Zweierbob
- Igls 1981: 1. Viererbob, 2. Zweierbob
- Sarajevo 1983: 2. Zweierbob

## Quelle
- Internationales Sportarchiv (Munzinger-Archiv), Ausgabe 19/1981